# Erhu

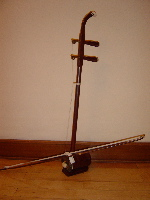
Erhu

L’erhu (chinois : 二胡 ; pinyin : èrhú, du chinois 二, « deux », puisqu'il a deux cordes, et 胡, « barbare ») est un instrument de musique traditionnel chinois à cordes frottées, de type vièle. Apparu en Chine au XVIIIe siècle, l'erhu appartient à la famille des huqin (胡琴, húqín), les instruments à cordes d'origine « barbare ». Il a probablement pour ancêtre un instrument d'Asie centrale ou de Mongolie, le xiqin (en), introduit en Chine au Xe siècle. Il existe d'ailleurs des instruments mongols très proches, comme le morin khuur (en chinois, 马头琴 / 馬头琴, mǎtóu qín), l'igil. La variante à quatre cordes, appelée sihu (四胡, sìhú, 四, « quatre »), est également utilisée dans la musique mongole où elle est appelée khuuchir.
On retrouve cet instrument sous différents noms et variantes de forme (notamment pour la caisse de résonance) partout dans le sud de l'Asie : au Viêt Nam (Dan Nhi), au Cambodge (Tro), au Laos (So), en Corée, en Thaïlande, en Indonésie… Ce sont souvent les colonies de marchands chinois qui l'ont apporté de Chine[réf. nécessaire].

## Description
L’erhu est composé d'une caisse de résonance en bois ouverte au dos et recouverte d'une peau de serpent sur sa face avant. Un manche en bois orné de deux grosses chevilles à l'arrière sort verticalement du dessus de la caisse. Deux cordes (ré et la) relient les chevilles au bas de la caisse. Il existe également une version légèrement plus grande et plus grave, appelée zhonghu (中胡, zhōnghú). La table de résonance peut aussi être faite d'une fine planche de bois, et la caisse faite d'une calebasse ajourée au dos (pour que le son puisse ressortir) ou encore d’une noix de coco. Les modèles les plus courants ont la plupart du temps la table d'harmonie faite en peau animale, qui transmet le son de façon plus forte. Il en existe de plusieurs tailles.
Un archet dont le crin est coincé entre les cordes est utilisé pour faire vibrer celles-ci. On peut faire varier la tension de ce crin en l'écartant avec les quatre doigts de la main et en prenant appui sur l'extrémité de l'archet avec le pouce.
Les doigts de l'autre main servent à presser les cordes pour faire varier la hauteur du son. La tessiture est d'environ 2 octaves et demie.

## Jeu
L’erhu fait partie des instruments traditionnels utilisés pour la musique de l'opéra chinois. 
Récemment, durant le XXe siècle, les styles et les possibilités de jeu ont été diversifiés.  De nos jours, il existe également des morceaux entiers pour erhu seul, des concertos classiques et des pièces de musique de chambre.